# Vesperus joanivivesi
Vesperus joanivivesi là một loài bọ cánh cứng trong họ Cerambycidae.